# Rockenberg
Rockenberg é um município da Alemanha, situado no distrito de Wetterau, no estado de Hesse. Tem 16,14 km² de área, e sua população em 2019 foi estimada em 4.339 habitantes.